# Godofredo II de Villehardouin
Godofredo II de Villehardouin (en francés: Geoffroi II de Villehardouin, en griego: Γοδεφρείδος Β' Βιλλεαρδουίνος; c. 1194-después del 6 de mayo de 1246) fue el tercer príncipe de Acaya desde aprox. 1229 hasta 1246. Desde su ascenso al trono de príncipe, era una persona poderosa y respetada, e incluso llegaban caballeros de Francia al principado para entrar a su servicio. Godofredo II emergió como el vasallo más poderoso del Imperio latino de Constantinopla, la persona alrededor de la cual los estados cruzados en Grecia progresivamente se reagruparon. Acudió al rescate de la capital imperial en tres ocasiones. Como recompensa por sus servicios al Imperio latino, le fue concedida la soberanía sobre la isla de Eubea por su cuñado, el emperador Balduino II de Constantinopla. También fue un príncipe humanitario, benevolente y justo atento por la condición de la gente común.

## Primeros años

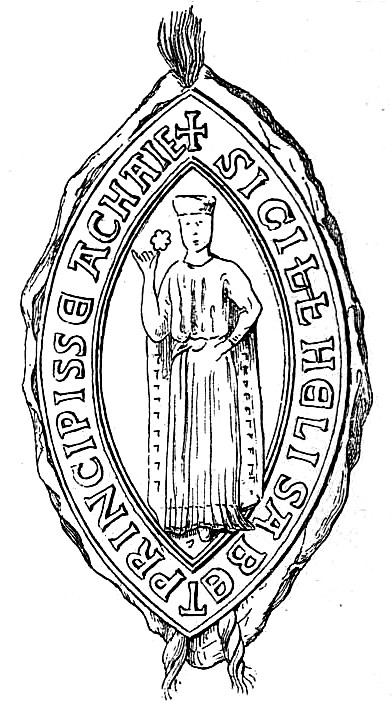
Sello de su madre Isabel.

Godofredo fue el hijo mayor de Godofredo de Villehardouin, un caballero francés de Champaña y su esposa, Isabel. Su padre se unió a la cuarta cruzada en 1199, después conquistó una parte importante del Peloponeso y tomó el trono del Principado de Acaya después de la muerte de su primer príncipe, Guillermo I. El nuevo príncipe llamó a su esposa de Champaña durante el primer período de su residencia en el Peloponeso. Ella llegó con su pequeño hijo, Godofredo y la familia asentó su residencia en los castillos de La Crémonie (ahora Esparta, Grecia) y Kalamata. Godofredo se casó en 1217 con la hija del emperador Pedro I de Constantinopla, Inés. Asociado al gobierno del principado, fue amenazado de excomunión con su padre en 1222 debido a un conflicto con la Iglesia en relación con la construcción del castillo de Clermont.

## Príncipe de Acaya

Mapa del Peloponeso en la Edad Media.

Godofredo II sucedió a su padre a la edad de aproximadamente 35 años. Vivía en un estilo señorial, teniendo siempre en su corte 80 caballeros con espuelas de oro, compatible con su generosidad. Comenzó su reinado durante un período muy crítico en la historia del Imperio latino de Constantinopla, porque la caída del Reino de Tesalónica en 1224 había interpuesto enemigos formidables entre la capital del imperio por un lado y los estados cruzados en el Peloponeso por el otro. Pero la derrota del emperador Teodoro Comneno Ducas de Tesalónica por el zar Iván Asen II de Bulgaria en Klokotnitsa en abril de 1230 los liberó de los peligros inherentes en la gran concentración de poder en manos de Teodoro Comneno Ducas. Teniendo buenas relaciones con sus vecinos del sureste del Peloponeso (bizantinos y tribus eslavas de Monemvasia, de tsakonios y del monte Taigeto), Godofredo II aseguró la paz y la prosperidad de su principado. Con frecuencia enviaba investigadores a las cortes de los barones para informarle de su forma de vida y de la forma en que trataban a sus vasallos.

## Defensa de Constantinopla
Sus recursos le permitieron enviar ayuda financiera a su señor feudal, el emperador Juan I de Constantinopla. En 1236 intervino en persona para socorrer Constantinopla, sitiada por las fuerzas griegas del emperador Juan III Vatatzés de Nicea. Con una flota tripulada por cien caballeros, trescientos ballesteros, y quinientos arqueros, forzó el bloqueo y luego, junto con los venecianos, pisanos, y genoveses, repelió la flota griega y liberó la capital. En ese mismo año, el conde de Cefalonia Mateo I Orsini se puso bajo la soberanía Godofredo II. En julio de 1237 dio a los caballeros teutónicos un hospital en Andravida.
En 1238, uniendo sus naves con las de Venecia, nuevamente acudió al rescate de Constantinopla, una vez más sitiada por el emperador de Nicea. Al año siguiente, Godofredo II quiso tomar parte en la cruzada de su señor de Francia, el conde Teobaldo IV de Champaña, pero el papa Gregorio IX le ordenó volver sus fuerzas contra el emperador griego a fin de garantizar la seguridad de Constantinopla. El 9 de febrero de 1240, el papa le concedió una indulgencia a los efectos del voto que había hecho de ir como cruzado a Tierra Santa se cumpliera con todos los beneficios, mediante la prestación de ayuda continúa al acosado Imperio latino. En 1243, con el falso rumor de la muerte de su cuñado, el emperador Balduino II de Constantinopla, Godofredo II regresó a la capital del imperio para garantizar la regencia durante la minoría del sobrino de su esposa, Felipe.

## Muerte y sucesión
Godofredo II murió en 1246 y fue enterrado en su capital, Andravida, en la iglesia del monasterio de Santiago. Fue sucedido por su hermano Guillermo.